# Список государств — участников Конвенции о биологическом оружии

Участие государств в Конвенции о биологическом оружии (КБО)
Подписавшие и ратифицировавшие
Присоединившиеся или признавшие заново
Непризнанное государство, соблюдающее конвенцию
Подписавшие, но не ратифицировавшие
Неподписавшие

Список сторон к Конвенции о биологическом оружии охватывает государства, которые подписали и ратифицировали или присоединились к международному соглашению, объявившему вне закона биологическое оружие.
Конвенция о биологическом оружии (КБО), также известная как Конвенция о биологическом и токсинном оружии (КБТО) была открыта для подписания 10 апреля 1972. Нидерланды стали первым государством, депонировавшим соглашение в тот же самый день. Конвенция вступила в силу и была закрыта для подписания 26 марта 1975 после депонирования ратификации 22 государствами. После этой даты, государства, которые не подписывали соглашение, могут только присоединиться к нему.
В общей сложности 196 государств могут стать членами Конвенции о биологическом оружии, включая все 193 государства — членов Организации Объединенных Наций, Острова Кука, Святой Престол, и Ниуэ. К настоящему времени 188 государства ратифицировали или присоединились к конвенции. Последним присоединившимся государством в 2019 году стала Танзания. Китайская Республика (Тайвань), которая в настоящее время признана только 21 государством — членом ООН,также внесла ратификационные грамоты к КБО с правительством Соединенных Штатов до решения США о признании перехода единого законного правительства Китая от Китайской Республики к Китайской Народной Республике (КНР).
Несколько стран заявили об оговорке, в том, что их согласие с соглашением не должно подразумевать полное удовлетворение возможностью накопления биологических агентов и токсинов в «профилактических, защитных или других мирных целях», а также, что участие в соглашении не должно подразумевать признания других стран, которые они не признают.

## Сводка
- Ратифицировавшие и присоединившиеся: 170 государств и Китайская Республика (Тайвань).
- Только подписавшие: 10 государств.
- Неподписавшиеся: 16 государств.

## Ратифицировавшие и присоединившиеся государства
Наличие нескольких дат соответствует дням представления государством подписи или проведения депонирования, различных по местоположению. Каждое местоположение отмечено буквами: (Л) для Лондона, (М) для Москвы, и (В) для Вашингтона (округ Колумбия).
| Государство                      | Подписание                                      | Депонирование                                   | Способ вступления |
| -------------------------------- | ----------------------------------------------- | ----------------------------------------------- | --- |
| Австралия                        | 10 апр 1972 (Л, М, В)                           | 5 окт 1977 (Л, М, В)                            | Ратификация |
| Австрия                          | 10 апр 1972 (Л, М, В)                           | 10 авг 1973 (Л, М, В)                           | Ратификация |
| Азербайджан                      |                                                 | 26 фев 2004 (М, В)                              | Присоединение |
| Албания                          |                                                 | 3 июн 1992 (В) 11 авг 1992 (Л) 26 мар 1993 (М)  | Присоединение |
| Алжир                            |                                                 | 28 сен 2001 (В)                                 | Присоединение |
| Антигуа и Барбуда                |                                                 | 29 янв 2003 (Л)                                 | Присоединение |
| Аргентина                        | 1 авг 1972 (М) 3 авг 1972 (Л) 7 авг 1972 (В)    | 27 ноя 1979 (В) 5 дек 1979 (Л) 27 дек 1979 (М)  | Ратификация |
| Армения                          |                                                 | 7 июн 1994 (М, В)                               | Присоединение |
| Афганистан                       | 10 апр 1972 (Л, М, В)                           | 26 мар 1975 (Л)                                 | Ратификация |
| Багамские Острова                |                                                 | 26 ноя 1986 (Л)                                 | Присоединение |
| Бангладеш                        |                                                 | 11 мар 1985 (М) 12 мар 1985 (В) 13 мар 1985 (Л) | Присоединение |
| Барбадос                         | 16 фев 1973 (В)                                 | 16 фев 1973 (В)                                 | Ратификация |
| Бахрейн                          |                                                 | 28 окт 1988 (Л)                                 | Присоединение |
| Беларусь                         | 10 апр 1972 (М)                                 | 26 мар 1975 (М)                                 | Ратификация как Белорусская ССР |
| Белиз                            |                                                 | 20 окт 1986 (Л) 25 ноя 1986 (В) 13 янв 1987 (М) | Правопреемственность от Великобритания                                                                                                 |
| Бельгия                          | 10 апр 1972 (Л, М, В)                           | 15 мар 1979 (Л, М, В)                           | Ратификация |
| Бенин                            | 10 апр 1972 (В)                                 | 25 апр 1975 (В)                                 | Ратификация |
| Болгария                         | 10 апр 1972 (Л, М, В)                           | 2 авг 1972 (Л) 13 сен 1972 (В) 19 сен 1972 (М)  | Ратификация |
| Боливия                          | 10 апр 1972 (В)                                 | 30 окт 1975 (В)                                 | Ратификация |
| Босния и Герцеговина             |                                                 | 15 авг 1994 (В)                                 | Правопреемственность от Югославия |
| Ботсвана                         | 10 апр 1972 (В)                                 | 5 фев 1992 (В)                                  | Ратификация |
| Бразилия                         | 10 апр 1972 (Л, М, В)                           | 27 фев 1973 (Л, М, В)                           | Ратификация |
| Бруней                           |                                                 | 31 янв 1991 (Л)                                 | Присоединение |
| Буркина-Фасо                     |                                                 | 17 апр 1991 (В)                                 | Присоединение |
| Бурунди                          | 10 апр 1972 (М, В)                              | 18 окт 2011 (Л)                                 | Ратификация |
| Бутан                            |                                                 | 8 июн 1978 (В)                                  | Присоединение |
| Вануату                          |                                                 | 12 окт 1990 (Л)                                 | Присоединение |
| Великобритания                   | 10 апр 1972 (Л, М, В)                           | 26 мар 1975 (Л, М, В)                           | Ратификация |
| Венгрия                          | 10 апр 1972 (Л, М, В)                           | 27 дек 1972 (Л, М, В)                           | Ратификация |
| Венесуэла                        | 10 апр 1972 (В)                                 | 18 окт 1978 (Л, М, В)                           | Ратификация |
| Восточный Тимор                  |                                                 | 5 мая 2003 (В)                                  | Присоединение |
| Вьетнам                          | 10 апр 1972 (М)                                 | 20 июн 1980 (М)                                 | Ратификация · Подписание Южный Вьетнам · и ратификация Вьетнам                                                                         |
| Габон                            | 10 апр 1972 (Л)                                 | 16 авг 2007 (В)                                 | Ратификация |
| Гайана                           | 3 янв 1973 (В)                                  | 26 мар 2013 (В)                                 | Ратификация |
| Гамбия                           | 2 июн 1972 (М) 8 авг 1972 (Л) 9 ноя 1972 (В)    | 7 мая 1997 (Л) 10 июн 1997 (М) 1 авг 1997 (В)   | Ратификация |
| Гана                             | 10 апр 1972 (М, В)                              | 6 июн 1975 (Л)                                  | Ратификация |
| Гватемала                        | 9 мая 1972 (В)                                  | 19 сен 1973 (В)                                 | Ратификация |
| Гвинея-Бисау                     |                                                 | 20 авг 1976 (М)                                 | Присоединение |
| Германия                         | 10 апр 1972 (Л, М, В)                           | 7 апр 1983 (Л, В)                               | Ратификация как ФРГ · Также ГДР Ратификация 28 ноября 1972                                                                             |
| Гондурас                         | 10 апр 1972 (В)                                 | 14 мар 1979 (В)                                 | Ратификация |
| Гренада                          |                                                 | 22 окт 1986 (Л)                                 | Присоединение |
| Греция                           | 10 апр 1972 (Л) 12 апр 1972 (В) 14 апр 1972 (М) | 10 дек 1975 (В)                                 | Ратификация |
| Грузия                           |                                                 | 22 мая 1996 (Л, М)                              | Присоединение |
| Дания                            | 10 апр 1972 (Л, М, В)                           | 1 мар 1973 (Л, М, В)                            | Ратификация |
| Коморы                           |                                                 | 14 февраля 2025 (В)                             | Присоединение |
| Демократическая Республика Конго | 10 апр 1972 (М, В)                              | 16 сен 1975 (Л) 28 янв 1977 (В)                 | Ратификация как Заир |
| Доминика                         |                                                 | 8 ноя 1978 (Л)                                  | Присоединение |
| Доминиканская Республика         | 10 апр 1972 (В)                                 | 23 фев 1973 (В)                                 | Ратификация |
| Замбия                           |                                                 | 15 янв 2008 (Л)                                 | Присоединение |
| Зимбабве                         |                                                 | 5 ноя 1990 (Л)                                  | Присоединение |
| Индия                            | 15 янв 1973 (Л, М, В)                           | 15 июл 1974 (Л, М, В)                           | Ратификация |
| Индонезия                        | 20 июн 1972 (М, В) 21 июн 1972 (Л)              | 4 фев 1992 (М) 19 фев 1992 (Л) 1 апр 1992 (В)   | Ратификация |
| Иордания                         | 10 апр 1972 (В) 17 апр 1972 (Л) 24 апр 1972 (М) | 30 мая 1975 (М) 2 июн 1975 (В) 27 июн 1975 (Л)  | Ратификация |
| Ирак                             | 11 мая 1972 (М)                                 | 19 июн 1991 (М)                                 | Ратификация |
| Иран                             | 10 апр 1972 (М, В) 16 ноя 1972 (Л)              | 22 авг 1973 (Л, В) 27 авг 1973 (М)              | Ратификация |
| Ирландия                         | 10 апр 1972 (Л, В)                              | 27 окт 1972 (Л, В)                              | Ратификация |
| Исландия                         | 10 апр 1972 (Л, М, В)                           | 15 фев 1973 (Л, М, В)                           | Ратификация |
| Испания                          | 10 апр 1972 (Л, В)                              | 20 июн 1979 (Л, В)                              | Ратификация |
| Италия                           | 10 апр 1972 (Л, М, В)                           | 30 мая 1975 (Л, М, В)                           | Ратификация |
| Йемен                            | 26 апр 1972 (М) 10 мая 1972 (Л)                 | 1 июн 1979 (М)                                  | Ратификация как Северный Йемен (Л, В) · и Южный Йемен (М)                                                                              |
| Кабо-Верде                       |                                                 | 20 окт 1977 (М)                                 | Присоединение |
| Казахстан                        | 31 мая 2007 (М)                                 | 15 июн 2007 (М)                                 | Присоединение |
| Камбоджа                         | 10 апр 1972 (В)                                 | 9 мар 1983 (В)                                  | Ратификация |
| Камерун                          |                                                 | 18 янв 2013 (В)                                 | Присоединение |
| Канада                           | 10 апр 1972 (Л, М, В)                           | 18 сен 1972 (Л, М, В)                           | Ратификация |
| Катар                            | 14 ноя 1972 (Л)                                 | 17 апр 1975 (Л)                                 | Ратификация |
| Кения                            |                                                 | 7 янв 1976 (Л)                                  | Присоединение |
| Кипр                             | 10 апр 1972 (Л, В) 14 апр 1972 (М)              | 6 ноя 1973 (Л) 13 ноя 1973 (В) 21 ноя 1973 (М)  | Ратификация |
| Кыргызстан                       |                                                 | 15 окт 2004 (М)                                 | Присоединение |
| Китай                            |                                                 | 15 ноя 1984 (Л, М, В)                           | Присоединение |
| Колумбия                         | 10 апр 1972 (В)                                 | 19 дек 1983 (В)                                 | Ратификация |
| Коста-Рика                       | 10 апр 1972 (В)                                 | 17 дек 1973 (В)                                 | Ратификация |
| Куба                             | 12 апр 1972 (М)                                 | 21 апр 1976 (М)                                 | Ратификация |
| Кувейт                           | 14 апр 1972 (М, В) 27 апр 1972 (Л)              | 18 июл 1972 (В) 26 июл 1972 (Л) 1 авг 1972 (М)  | Ратификация |
| Лаос                             | 10 апр 1972 (Л, М, В)                           | 20 мар 1973 (М) 22 мар 1973 (В) 25 апр 1973 (Л) | Ратификация |
| Латвия                           |                                                 | 6 фев 1997 (Л)                                  | Присоединение |
| Лесото                           | 10 апр 1972 (В)                                 | 6 сен 1977 (Л)                                  | Ратификация |
| Ливан                            | 10 апр 1972 (Л, В) 21 апр 1972 (М)              | 26 мар 1975 (Л) 2 апр 1975 (М) 13 июн 1975 (В)  | Ратификация |
| Ливия                            | 10 апр 1972 (М)                                 | 19 янв 1982 (М)                                 | Ратификация |
| Литва                            |                                                 | 10 фев 1998 (Л)                                 | Присоединение |
| Лихтенштейн                      |                                                 | 30 мая 1991 (В) 31 мая 1991 (М) 6 июн 1991 (Л)  | Присоединение |
| Люксембург                       | 10 апр 1972 (Л, М) 12 апр 1972 (В)              | 23 мар 1976 (Л, М, В)                           | Ратификация |
| Маврикий                         | 10 апр 1972 (В)                                 | 7 авг 1972 (В) 11 янв 1973 (Л) 15 янв 1973 (М)  | Ратификация |
| Мадагаскар                       | 13 окт 1972 (Л)                                 | 7 мар 2008 (М, В)                               | Ратификация |
| Северная Македония               |                                                 | 26 дек 1996 (М) 14 мар 1997 (Л) 23 апр 1997 (В) | Преемственность от Югославия |
| Малави                           | 10 апр 1972 (В)                                 | 2 апр 2013 (В)                                  | Ратификация |
| Малайзия                         | 10 апр 1972 (Л, М, В)                           | 6 сен 1991 (Л, М) 26 сен 1991 (В)               | Ратификация |
| Мали                             | 10 апр 1972 (В)                                 | 25 ноя 2002 (В)                                 | Ратификация |
| Мальдивы                         |                                                 | 2 авг 1993 (М)                                  | Присоединение |
| Мальта                           | 11 сен 1972 (Л)                                 | 7 апр 1975 (Л)                                  | Ратификация |
| Марокко                          | 2 мая 1972 (Л) 3 мая 1972 (В) 5 июн 1972 (М)    | 21 мар 2002 (Л)                                 | Ратификация |
| Маршалловы Острова               |                                                 | 15 ноя 2012 (В)                                 | Присоединение |
| Мексика                          | 10 апр 1972 (Л, М, В)                           | 8 апр 1974 (Л, М, В)                            | Ратификация |
| Мозамбик                         |                                                 | 29 мар 2011 (Л)                                 | Присоединение |
| Молдова                          |                                                 | 28 янв 2005 (М, В)                              | Присоединение |
| Монако                           |                                                 | 30 апр 1999 (Л)                                 | Присоединение |
| Монголия                         | 10 апр 1972 (Л, М, В)                           | 5 сен 1972 (В) 14 сен 1972 (Л) 20 окт 1972 (М)  | Ратификация |
| Науру                            |                                                 | 5 мар 2013 (В)                                  | Присоединение |
| Нигер                            | 21 апр 1972 (В)                                 | 23 июн 1972 (В)                                 | Ратификация |
| Нигерия                          | 3 июл 1972 (М) 10 июл 1972 (Л) 6 дек 1972 (В)   | 3 июл 1973 (В) 9 июл 1973 (Л) 20 июл 1973 (М)   | Ратификация |
| Нидерланды                       | 10 апр 1972 (Л, М, В)                           | 22 июн 1981 (Л, М, В)                           | Ратификация |
| Никарагуа                        | 10 апр 1972 (Л, В)                              | 7 авг 1975 (В)                                  | Ратификация |
| Новая Зеландия                   | 10 апр 1972 (Л, М, В)                           | 13 дек 1972 (В) 18 дек 1972 (Л) 10 янв 1973 (М) | Ратификация |
| Норвегия                         | 10 апр 1972 (Л, М, В)                           | 1 авг 1973 (Л, В) 23 авг 1973 (М)               | Ратификация |
| ОАЭ                              | 28 сен 1972 (Л)                                 | 19 июн 2008 (Л)                                 | Ратификация |
| Оман                             |                                                 | 31 мар 1992 (В)                                 | Присоединение |
| Острова Кука                     |                                                 | 4 дек 2008 (Л)                                  | Присоединение |
| Пакистан                         | 10 апр 1972 (Л, М, В)                           | 25 сен 1974 (М) 3 окт 1974 (Л, В)               | Ратификация |
| Палау                            |                                                 | 20 фев 2003 (В)                                 | Присоединение |
| Панама                           | 2 мая 1972 (В)                                  | 20 мар 1974 (В)                                 | Ратификация |
| Папуа — Новая Гвинея             |                                                 | 27 окт 1980 (Л) 13 ноя 1980 (М) 16 мар 1981 (В) | Присоединение |
| Парагвай                         |                                                 | 9 июн 1976 (В)                                  | Присоединение |
| Перу                             | 10 апр 1972 (Л, М, В)                           | 5 июн 1985 (Л, М) 11 июн 1985 (В)               | Ратификация |
| Польша                           | 10 апр 1972 (Л, М, В)                           | 25 янв 1973 (Л, М, В)                           | Ратификация |
| Португалия                       | 29 июн 1972 (В)                                 | 15 мая 1975 (Л, М, В)                           | Ратификация |
| Республика Конго                 |                                                 | 23 окт 1978 (В)                                 | Присоединение |
| Россия                           | 10 апр 1972 (Л, М, В)                           | 26 мар 1975 (Л, М, В)                           | Ратификация как СССР |
| Руанда                           | 10 апр 1972 (М, В)                              | 20 мая 1975 (Л, М, В)                           | Ратификация |
| Румыния                          | 10 апр 1972 (Л, М, В)                           | 25 июл 1979 (В) 26 июл 1979 (Л) 27 июл 1979 (М) | Ратификация |
| Сальвадор                        | 10 апр 1972 (В)                                 | 31 дек 1991 (В)                                 | Ратификация Сан-Марино |
| Сан-Томе и Принсипи              |                                                 | 24 авг 1979 (М)                                 | Присоединение |
| Саудовская Аравия                | 12 апр 1972 (В)                                 | 24 мая 1972 (В)                                 | Ратификация |
| Свазиленд                        |                                                 | 18 июн 1991 (Л)                                 | Присоединение |
| Святой Престол                   |                                                 | 7 янв 2002 (В)                                  | Присоединение |
| КНДР                             |                                                 | 13 мар 1987 (М)                                 | Присоединение |
| Сейшельские Острова              |                                                 | 11 окт 1979 (Л) 16 окт 1979 (В) 24 окт 1979 (М) | Присоединение |
| Сенегал                          | 10 апр 1972 (В)                                 | 26 мар 1975 (В)                                 | Ратификация |
| Сент-Винсент и Гренадины         |                                                 | 13 мая 1999 (Л)                                 | Правопреемственность от Великобритания                                                                                                 |
| Сан-Марино                       | 12 сен 1972 (В) 30 янв 1973 (М) 21 мар 1973 (Л) | 11 мар 1975 (Л) 17 мар 1975 (В) 27 мар 1975 (М) | Ратификация |
| Сент-Китс и Невис                |                                                 | 2 апр 1991 (Л)                                  | Присоединение |
| Сент-Люсия                       |                                                 | 26 ноя 1986 (Л)                                 | Преемственность от Великобритания |
| Сербия                           |                                                 | 27 апр 1992 (М) 5 июн 2001 (В) 13 июн 2001 (Л)  | Правопреемственность от Югославия · Подписание 10 апреля 1972 · Депонирование 25 октября 1973 · Преемственность от Сербия и Черногория |
| Сингапур                         | 19 июн 1972 (Л, М, В)                           | 2 дек 1975 (Л, М, В)                            | Ратификация |
| Словакия                         |                                                 | 1 янв 1993 (М) 17 мая 1993 (Л) 10 июн 1993 (В)  | Преемственность от Чехословакия · Подписание 10 апреля 1972 · Депонирование 30 апреля 1973                                             |
| Словения                         |                                                 | 7 апр 1992 (Л, М) 20 авг 1992 (В)               | Преемственность от Югославия |
| Соломоновы Острова               |                                                 | 17 июн 1981 (Л)                                 | Преемственность от Великобритания |
| Судан                            |                                                 | 17 окт 2003 (Л) 20 окт 2003 (М) 7 ноя 2003 (В)  | Присоединение |
| Суринам                          |                                                 | 6 янв 1993 (Л, М) 9 апр 1993 (В)                | Присоединение |
| США                              | 10 апр 1972 (Л, М, В)                           | 26 мар 1975 (Л, М, В)                           | Ратификация |
| Сьерра-Леоне                     | 7 ноя 1972 (В) 24 ноя 1972 (Л)                  | 29 июн 1976 (Л, М, В)                           | Ратификация |
| Таджикистан                      |                                                 | 27 июн 2005 (М)                                 | Присоединение |
| Таиланд                          | 17 янв 1973 (В)                                 | 28 мая 1975 (В)                                 | Ратификация |
| Того                             | 10 апр 1972 (В)                                 | 10 ноя 1976 (В)                                 | Ратификация |
| Тонга                            |                                                 | 28 сен 1976 (Л)                                 | Присоединение |
| Тринидад и Тобаго                |                                                 | 19 июл 2007 (Л)                                 | Присоединение |
| Тунис                            | 10 апр 1972 (Л, М, В)                           | 18 мая 1973 (В) 30 мая 1973 (М) 6 июн 1973 (Л)  | Ратификация |
| Туркменистан                     |                                                 | 11 янв 1996 (М) 8 мар 1996 (В)                  | Присоединение |
| Турция                           | 10 апр 1972 (Л, М, В)                           | 25 окт 1974 (М) 4 ноя 1974 (Л) 5 ноя 1974 (В)   | Ратификация |
| Уганда                           |                                                 | 12 мая 1992 (В)                                 | Присоединение |
| Узбекистан                       |                                                 | 26 янв 1996 (М)                                 | Присоединение |
| Украина                          | 10 апр 1972 (М)                                 | 26 мар 1975 (М)                                 | Ратификация как Украинская ССР |
| Уругвай                          |                                                 | 6 апр 1981 (В)                                  | Присоединение |
| Фиджи                            | 22 фев 1973 (Л)                                 | 4 сен 1973 (В) 1 окт 1973 (Л) 5 окт 1973 (М)    | Ратификация |
| Филиппины                        | 10 апр 1972 (Л, В) 21 июн 1972 (М)              | 21 мая 1973 (В)                                 | Ратификация |
| Финляндия                        | 10 апр 1972 (Л, М, В)                           | 4 фев 1974 (Л, М, В)                            | Ратификация |
| Франция                          |                                                 | 27 сен 1984 (Л, М, В)                           | Присоединение |
| Хорватия                         |                                                 | 28 апр 1993 (В)                                 | Правопреемственность от Югославия |
| Черногория                       |                                                 | 3 июн 2006 (М)                                  | Правопреемственность от Сербия и Черногория                                                                                            |
| Чехия                            |                                                 | 1 янв 1993 (М) 5 апр 1993 (Л) 29 сен 1993 (В)   | Правопреемственность от Чехословакия · Подписание 10 апреля 1972 · Депонирование 30 апреля 1973                                        |
| Чили                             | 10 апр 1972 (Л, М, В)                           | 22 апр 1980 (Л)                                 | Ратификация |
| Швейцария                        | 10 апр 1972 (Л, М, В)                           | 4 мая 1976 (Л, М, В)                            | Ратификация |
| Швеция                           | 27 фев 1974 (М) 27 фев 1975 (Л, В)              | 5 фев 1976 (Л, М, В)                            | Ратификация |
| Шри-Ланка                        | 10 апр 1972 (Л, М, В)                           | 18 ноя 1986 (Л, М, В)                           | Ратификация |
| Эквадор                          | 14 июн 1972 (В)                                 | 12 мар 1975 (В)                                 | Ратификация |
| Экваториальная Гвинея            |                                                 | 16 янв 1989 (М) 29 июл 1992 (В)                 | Присоединение |
| Эстония                          |                                                 | 21 июн 1993 (В) 1 июл 1993 (М)                  | Присоединение |
| Эфиопия                          | 10 апр 1972 (Л, М, В)                           | 26 мая 1975 (Л, М) 26 июн 1975 (В)              | Ратификация |
| ЮАР                              | 10 апр 1972 (В)                                 | 3 ноя 1975 (В)                                  | Ратификация |
| Республика Корея                 | 10 апр 1972 (Л, В)                              | 25 июн 1987 (Л, В)                              | Ратификация |
| Ямайка                           |                                                 | 13 авг 1975 (Л)                                 | Присоединение |
| Япония                           | 10 апр 1972 (Л, М, В)                           | 8 июн 1982 (В) 18 июн 1982 (Л, М)               | Ратификация |

 Статус не ясен: смотри правопреемственность колоний в КБО ниже.

## Непризнанные государства, соблюдающие конвенцию
| Государство          | Подписание     | Депонирование  | Способ вступления |
| -------------------- | -------------- | -------------- | ----------------- |
| Китайская Республика | 10 апреля 1972 | 9 февраля 1973 | Ратификация       |

## Государства, подписавшие, но не ратифицировавшие
| Государство | Подписание                      | Ратификационный статус                                                |
| ----------- | ------------------------------- | --------------------------------------------------------------------- |
| Гаити       | 10 апр 1972 (W)                 | Процесс начат                                                         |
| Египет      | 10 апр 1972 (L, M)              | Действий в ближайшем будущем не ожидается                             |
| Кот-д’Ивуар | 23 мая 1972 (W)                 | Ожидающие дальнейших сведений, содействия или имеющие иные приоритеты |
| Либерия     | 10 апр 1972 (W) 14 апр 1972 (L) | Ожидающие дальнейших сведений, содействия или имеющие иные приоритеты |
| Мьянма      | 10 апр 1972 (L, M, W)           | Процесс начат                                                         |
| Непал       | 10 апр 1972 (L, M, W)           | Процесс начат                                                         |
| Сирия       | 14 апр 1972 (M)                 | Действий в ближайшем будущем не ожидается                             |
| Сомали      | 3 июл 1972 (M)                  | Ожидающие дальнейших сведений, содействия или имеющие иные приоритеты |
| Танзания    | 16 авг 1972 (L)                 | Процесс начат                                                         |
| ЦАР         | 10 апр 1972 (W)                 | Ожидающие дальнейших сведений, содействия или имеющие иные приоритеты |

## Неподписавшие
| Государство | Ратификационный статус                                                |
| ----------- | --------------------------------------------------------------------- |
| Ангола      | Процесс начат                                                         |
| Андорра     | Процесс начат                                                         |
| Гвинея      | Процесс начат                                                         |
| Джибути     | Процесс начат                                                         |
| Израиль     | Действий в ближайшем будущем не ожидается                             |
| Кирибати    | Нет сведений                                                          |
| Мавритания  | Ожидающие дальнейших сведений, содействия или имеющие иные приоритеты |
| Микронезия  | Нет сведений                                                          |
| Намибия     | Процесс начат                                                         |
| Ниуэ        | Нет сведений                                                          |
| Самоа       | Ожидающие дальнейших сведений, содействия или имеющие иные приоритеты |
| Тувалу      | Ожидающие дальнейших сведений, содействия или имеющие иные приоритеты |
| Чад         | Ожидающие дальнейших сведений, содействия или имеющие иные приоритеты |
| Эритрея     | Ожидающие дальнейших сведений, содействия или имеющие иные приоритеты |
| Южный Судан | Ожидающие дальнейших сведений, содействия или имеющие иные приоритеты |

 Статус не ясен: смотри правопреемственность колоний в КБО ниже.

## Правопреемственность колоний в КБО
Статус нескольких бывших колоний являющихся государствами-участниками Конвенции по биологическому оружию, для которых административная власть ратифицировала Конвенцию от их имени, в отношении Конвенции после приобретения ими независимости в настоящее время не ясен.
Согласно Венской конвенции о правопреемстве государств в отношении договоров, «новые независимые государства» (эвфемизм для бывших колоний) получат «чистый лист», по которому новое государство не наследует договорных обязательств колониальной державы, но может присоединиться к многосторонним договорам, в которых их бывшие колонизаторы, в большинстве случаев, были участниками без согласия других сторон. С другой стороны, в «случаях отделения частей государства» (эвфемизм для всех остальных новых государств), новое состояние остается связанным с договорными обязательствами государства, которое подверглось разделению. На сегодняшний день данная Конвенция была ратифицирована только 22 государствами.
Великобритания добавила территориальную декларацию к своему документу о ратификации КБО в 1975 году с указанием в частности, что это относилось к:
... В отношении Соединенного Королевства Великобритании и Северной Ирландии, Доминики и территорий, находящихся под территориальным суверенитетом Соединенного Королевства, а также государства Брунея, протектората британских Соломоновых островов и, в пределах юрисдикции Соединенного Королевства, Кондоминиума Новые Гебриды [впоследствии переименованном в Вануату].
Это заявление привязывает территории Доминики, Кирибати, Тувалу и Вануату к условиями Конвенции. После обретения независимости, ни одно из этих государств не сделало однозначных заявлений о правопреемственности в отношении КБО.